# كين سارو ويوا
كينلو «كين» بيسون سارو ويوا (بالإنجليزية: Ken Saro-Wiwa)‏ (10 من نوفمبر 1941م – 10 من أكتوبر 1995م) كان كاتبًا نيجيريًا وكذلك منتجًا تلفزيونيًا وناشطًا بيئيًا حاز على جائزة رايت ليفيلهوود وجائزة جولدمان للبيئة. كما كان سارو ويوا أحد أفراد الأوغوني، وهي أقلية عرقية تعيش في نيجيريا وموطنها الأصلي أوغوني لاند في دلتا النيجر والتي كان هدفًا لاستخراج النفط الخام منذ الخمسينيات حيث عانت المنطقة من ضرر بيئي بالغ بدون أي تدخل لإيقافه، بعد عقود من التخلص العشوائي من المخلفات النفطية. بدأ سارو كمتحدثٍ رسمي ثم أصبح رئيسًا للحركة من أجل بقاء شعب الأوغوني (MOSOP)، حيث قاد حملة سلمية ضد التدهور البيئي للأرض والمياه في أوغوني لاند نتيجة أعمال الشركات متعددة الجنسيات في صناعة النفط، خاصةً شركة رويال دتش شل. وكان أيضًا ناقدًا لاذعًا للحكومة النيجيرية التي اعتبرها متوانية عن فرض الضوابط البيئية على شركات النفط الأجنبية العاملة في المنطقة.
مع بلوغ حملته السلمية ذروتها، تم اعتقال سارو ويوا، وتمت محاكمته على عجل بواسطة محكمة عسكرية خاصة وتم شنقه في 1995م على يد الحكومة العسكرية بقيادة الجنرال ساني أباتشا بناءً على تهم يراها الكثيرون سياسية خالصة، وغير مدعومة بأية أدلة. وقد أثار إعدامه غضبة دولية عارمة، وأدى إلى تعليق عضوية نيجيريا في دول الكومنولث لمدةٍ تزيد على ثلاث سنوات.

## روابط خارجية
- كين سارو ويوا على موقع IMDb (الإنجليزية)
- كين سارو ويوا على موقع الموسوعة البريطانية (الإنجليزية)
- كين سارو ويوا على موقع مونزينجر (الألمانية)